# Stegnosperma sanchezii
Stegnosperma sanchezii es una especie fanerógama de la familia Stegnospermataceae.

## Descripción
Arbustos erectos hasta de 2,5 m de alto; con hojas alternas, simples, enteras; con márgenes revolutos. Flores en racimos terminales, sépalos 5, blancos en la flor y verde rojizo en el fruto. Pétalos 5, blancos, caedizos. Estambres 10, alternando con los lóbulos del cáliz. Ovario de 5 carpelos, súpero, óvulos, por cavidad; estilo reducido; estigma con 5 ramificaciones. Fruto capsular globoso, semillas 5, negras brillantes.

## Distribución y hábitat
Se distribuye en México, en el suroeste del estado de Puebla, en los municipios de Molcaxac, Atoyatempan y San Juan Atzompa.
Esta especie crece sobre terrenos de caliche, someros, o en suelos derivados de caliza y aun en suelos de coluvión. En vegetación de matorral xerófilo.

## Estado de conservación
No se encuentra bajo ninguna categoría de riesgo en los normas mexicanas e internacionales (Norma Oficial Mexicana 059).